# Notoclinus
Notoclinus es un género de peces de la familia de los tripterigíidos en el orden de los Perciformes.

## Especies
Existen las siguientes especies en este género:
- Notoclinus compressus (Hutton, 1872)
- Notoclinus fenestratus (Forster, 1801)